# Kuwayama oaxacenis
Kuwayama oaxacenis är en insektsart som först beskrevs av Crawford 1911.  Kuwayama oaxacenis ingår i släktet Kuwayama och familjen spetsbladloppor. Inga underarter finns listade i Catalogue of Life.